# Ga Ebaramachi
Ga Ebaramachi (荏原町駅 -eki) là một ga nằm ở phía Nam Tokyo, Nhật Bản.

## Bố trí ga
| 1 | ■ Tuyến Oimachi | Hatanodai ・ Ō-okayama ・ Jiyūgaoka ・ Futako-Tamagawa ・(Tuyến Tokyu Den-en-Toshi) Saginuma ・ Chūō-Rinkan |
| 2 | ■ Tuyến Oimachi | Kamata |

## Lịch sử
- 6 tháng 7 năm 1927 Mở cửa.

## Dịch vụ xe buýt
- Trạm dừng Lối vào ga Ebaramachi (荏原町駅入口 -Iriguchi?)
  - Xe buýt Tokyu
    - <蒲15>Ga Kamata - Ga Ikegami - Rừng văn hóa Ota - Manpuku Temple mae - Lối vào ga Ebaramachi
    - <森02>Nhà xe Omori - Rừng văn hóa Ota - Manpuku Temple mae - Lối vào ga Ebaramachi

## Ga liền kề
| «        | « | Dịch vụ             | » | »         |
| -------- | - | ------------------- | - | --------- |
| Nakanobu |   | Tuyến Tokyu Oimachi |   | Hatanodai |